# Bettonium
Bettonium (łac. Bictoniensis) – stolica historycznej diecezji we Włoszech, w prowincji Umbria. Współcześnie miejscowość Bettona. Obecnie katolickie biskupstwo tytularne. W latach 1991–1998 biskupem tytularnym Bettonium był Sławoj Leszek Głódź, biskup polowy Wojska Polskiego, były arcybiskup metropolita gdański.

## Biskupi
| Lp. | Biskup                         | Funkcja                                        | Od               | Do            |
| --- | ------------------------------ | ---------------------------------------------- | ---------------- | ------------- |
| 1   | Ignatius Phakoe OMI            | emerytowany biskup Leribe (Lesotho)            | 18 czerwca 1968  | 23 lipca 1989 |
| 2   | Sławoj Leszek Głódź            | biskup polowy Wojska Polskiego                 | 21 stycznia 1991 | 7 marca 1998  |
| 3   | Álvaro Efrén Rincón Rojas CSsR | wikariusz apostolski Puerto Carreño (Kolumbia) | 22 grudnia 1999  |               |